# وايت تي ووكر
وايت تي ووكر (بالإنجليزية: Wyatt Tee Walker)‏ (16 أغسطس 1928 - 23 يناير 2018) قًسّ أمريكي من أصل أفريقي، وزعيم وطني للحقوق المدنية، وعالم لاهوت ومؤرخ ثقافي. كان مدير مكتب مارتن لوثر كينغ الابن، وأصبح عام 1958عضواً في مجلس إدارة مؤتمر قيادة الجنوب المسيحي (SCLC). ساعد في تأسيس مؤتمر المساواة العرقية (CORE) عام 1958. وبصفته المدير التنفيذي لمؤتمر قيادة الجنوب المسيحي منذ 1960 حتى 1964، ساعد على جلب المجموعة إلى الصدارة الوطنية.
بدأ ووكر كقس في كنيسة جيلفيلد المعمدانية التاريخية في بطرسبرغ، فرجينيا، حيث انضم لحركة الحقوق المدنية، ظل ووكر الراعي الأكبر في كنيسة الكنعانية المعمدانية للمسيح في هارلم، نيويورك لمدة 37 عامًا، شارك أيضًا في تأسيس شبكة العمل الديني لعمل أفريقيا لمعارضة التمييز العنصري في جنوب أفريقيا، وترأس مؤسسة هارلم المركزية للتنمية المحلية.

## الحياة المهنية

### فرجينيا
وُلد ووكر في ولاية ماساتشوستس، ونشأ بشكل أساسي في ولاية نيو جيرسي، تلقى تعليمه الجامعي في جامعة فرجينيا يونيون في ريتشموند، فرجينيا. عُين ووكر بعد حصوله على شهادته عام 1953 قسًا في كنيسة جيلفيلد المعمدانية التاريخية، ثاني أقدم كنيسة سوداء في بطرسبرغ، فرجينيا وواحدة من أقدم الكنائس في البلاد. قُبض عليه عدة مرات لكونه أول من قاد مجموعة من الأمريكيين السود إلى المكتبة «البيضاء» في بطرسبرغ. نُظر إلى أسلوبه اللامع واللعوب على أنه يثير الضجة من خلال محاولة التحقق من سيرة حياة دوغلاس سوثال فريمان المثيرة للإعجاب لروبرت إي لي. عمل ووكر عام 1953 مع المواطنين الذين رفعوا دعوى في المحكمة الفيدرالية للسماح لهم بالدخول إلى مسبح عام في حديقة لي (لي بارك)، أغلقت المدينة الحديقة عام 1954 بدلاً من السماح بالاندماج. أعيد فتح الحديقة في وقت لاحق، لكن المدينة لم تُشغّل البركة مجددًا.
قاد ووكر منظمتين رئيسيتين للحقوق المدنية في فرجينيا فقد شغل منصب الرئيس لخمس سنوات في فرع بطرسبرغ للرابطة الوطنية للنهوض بالملونين، وكان مديرًا رسميًا في مؤتمر المساواة العرقية الذي شارك في تأسيسه عام 1958. ساعد ووكر أيضًا في تأسيس جمعية تحسين بطرسبرغ، على نمط جمعية تحسين مونتغمري في ألاباما، التي طورت استراتيجيات ضد التمييز، تضمنت الإعلان عن أنشطته. بحلول مايو 1960، كان عدد أعضاء جمعية تحسين بطرسبرغ 3000 عضو. حصل ووكر وأعضاء جمعية تحسين بطرسبرغ من خلال اعتصامات عام 1960 في محطة حافلات ترايل وايز، على موافقة مدير مطاعم محطات الحافلات بإلغاء التمييز بين طاولات الغداء في بطرسبورغ والعديد من مدن فرجينيا الأخرى. حُقق هذا في العام الذي سبق وصول فريدم رايدرز عام 1961.
خلال هذه السنوات، أصبح ووكر مقربًا أكثر من الدكتور مارتن لوثر كينج الابن في حركة الحقوق المدنية، وأصبح لاحقًا مدير مكتبه. ساعد ووكر عام 1957 في تأسيس مؤتمر قيادة الجنوب المسيحي، واختاره كينج عام 1958 لمجلس مؤتمر قيادة الجنوب المسيحي. أمضى ووكر السنتين التاليتين في بناء المنظمة في فرجينيا بالاستفادة من شبكة علاقاته مع رجال الدين في جميع أنحاء الولاية بفضل أنشطته مع الرابطة الوطنية للنهوض بالملونين ومؤتمر المساواة العرقية. كما واصل المظاهرات والإجراءات التي تهدف إلى تسليط الضوء وتحدي وإنهاء التمييز.

### أتلانتا، جورجيا
انتقل ووكر بدعوة كينج إلى أتلانتا كأول مدير تنفيذي بدوام كامل في مؤتمر قيادة الجنوب المسيحي، جلب المنظمة خلال قيادته 1960-1964 إلى «القوة الوطنية» بفضل جهودها الرامية إلى وضع حد للتمييز القانوني للأميركيين الأفارقة. حسّن ووكر (بمساعدة من دوروثي كوتون وجيمس وود من جمعية تحسين بطرسبرغ) الإدارة وجمع الأموال، ونسق أنشطة الموظفين البعيدة المدى.
نشر ووكر خطبًا مبهرة لدعم اعتصامات الطلاب التي أشعلت المرحلة الثانية من تنظيم الحقوق المدنية بعد عام 1960. وكان أيضًا كبير الاستراتيجيين والتكتيكيين لـ «المشروع C»، وهو الخطة المفصّلة لمواجهة الشرطة المحلية ومسؤولي المدينة والذي كان أساس المرحلة الأولى من حملة برمنغهام عام 1963. بحث ووكر بمساعدة لولا هندريكس (سكرتيرة الحركة المحلية) بدقة في أهداف الاحتجاج، وتوقيت المشي من الكنيسة المعمدانية في شارع 16 (مقر الحملة) إلى منطقة وسط المدينة؛ استقصى طاولات الغداء المنفصلة في المتاجر الكبرى؛ وحدد المباني الفيدرالية كأهداف ثانوية لأن الشرطة ستمنع دخول المحتجين إلى الأهداف الأساسية مثل المتاجر والمكتبات والكنائس البيضاء بالكامل. وأكد أن الحملة ستحظى باهتمام وطني وتبني دعم للقضية. استحوذت الأحداث على اهتمام وتغطية إعلامية وطنية هامة، كما ناقش ووكر بالتفصيل عندما أجرى مقابلة مع روبرت بن وارين حول كتاب «من يتحدث باسم الزنوج؟». كان هذا ضروريًا للحركة وأهدافها لكسب الدعم الوطني بين المواطنين الأميركيين وإدارة كينيدي. ساعد ووكر أيضًا في تنظيم مسيرة 1963 في واشنطن وشارك بها أيضًا. احتفل في عامي 1964 و 1965 بنجاحات الحركة عندما وقع الرئيس ليندون جونسون قانون الحقوق المدنية وقانون حقوق التصويت.
من عام 1964 إلى عام 1966، عمل ووكر مع مؤسسة نشر جديدة، هي مكتبة التراث الزنجي، التي ترأسها عام 1966. عمل مع مجالس وأنظمة المدارس لتوسيع المناهج الدراسية وتحسين تغطية التاريخ والأدب الأمريكي الأفريقي، ولإضافة كتب مناسبة للمكتبات المدرسية.

### هارلم، نيويورك
عُين ووكر عام 1967 قسًا أكبر لكنيسة المسيح المعمدانية الكنعانية التاريخية في هارلم، نيويورك، حيث اتخذ منبراً رائدًا في الكفاح في سبيل التسامح والعدالة الاجتماعية. واصل أيضًا تأليف الموسيقى المقدسة. وربط دراسته للتقاليد الأخرى باستخدام الموسيقى في الكنيسة السوداء والحركات الاجتماعية. ساعد ووكر في تعليم الناس عن العلاقة بين الحركات في جميع أنحاء العالم. استضاف ووكر خلال السنوات التي سعى فيها الأفارقة إلى الاستقلال العديد من قوّاد القارات، بمن فيهم نيلسون مانديلا من جنوب أفريقيا، الذي كان ناشطًا في الكفاح ضد الاستعمار والتمييز العنصري.
عمل ووكر خلال السبعينيات متخصصًا في الشؤون الخارجية في حكومة نيلسون روكفلر، حيث ساعد في تقديم المشورة في بيئة اجتماعية متقلبة. في عام 1975 أكمل الدكتوراه في كلية كولجيت روتشستر اللاهوتية، درس أيضًا في دراساته العليا وأبحاثه في جامعة إيف في نيجيريا وجامعة غانا. خلال هذه السنوات في هارلم، كتب ونشر كتبًا عن علاقة الموسيقى والحركات الاجتماعية وتنمية المجتمع.
كان ووكر ناشطًا بشكل متزايد في الحركة المناهضة للفصل العنصري، والتي كان لها قاعدة قوية في المجتمع الأفريقي الأمريكي. أسس عام 1978 حركة الحرية الدولية للفت الانتباه إلى انتهاكات التمييز العنصري في جنوب أفريقيا. خدم في اللجنة الوطنية للجنة الأمريكية في أفريقيا (منذ عام 2001 أطلق عليها "Action Africa")، وعمل في مجلس إدارة هذه اللجنة في الثمانينيات، تضمن هذا العمل منصب الرئيس.
في عام 1988، خلال ذروة الكفاح ضد الفصل العنصري، ساعد ووكر في تأسيس شبكة العمل الديني التابعة للجنة الأمريكية في أفريقيا، مع كانون فريدريك ب. ويليامز من كنيسة الشفاعة في هارلم.
واستخدم ووكر أيضًا ريادة الكنيسة في تطوير الاقتصاد والمجتمع المحلي، وكتب عن جهودهم في بحث هارفارد: الكنيسة الأمريكية الأفريقية والتنمية الاقتصادية (1994). كان رئيسًا لمؤسسة هارلم للتنمية المحلية لإنشاء وحدات سكنية بأسعار معقولة في هارلم لسد الحاجة الملحة.
نظرًا لدور ووكر الرائد في حركة الحقوق المدنية، جمع مركز شومبورغ للبحوث في الثقافة السوداء بالمكتبة العامة بنيويورك أبحاثه منذ 1963-1982. وهي تشمل المراسلات الشخصية والرسمية، والأبحاث والمحاضرات حول مجموعة واسعة من المواضيع، وجعلها متاحة للبحث.
وقد كان ووكر منذ الجامعة عضوًا في قسم جاما في أخوية ألفا فاي ألفا.

### العودة إلى فرجينيا
بعد 37 عامًا كقس أكبر، تقاعد ووكر عام 2004 مع لقب القس الفخري للكنيسة المعمدانية الكنعانية. أمضى سنواته الأخيرة في ولاية فرجينيا ودرّس في كلية صموئيل ديويت بروكتور لللاهوت بجامعة فرجينيا يونيون في ريتشموند.

## إصلاح التعليم العام والمدارس المستقلة
بعد أن شعر ووكر بالإحباط بسبب الفشل الدائم للمدارس العامة التقليدية في هارلم والأحياء الأخرى التي تعاني من قلة الخدمات، ساعد ووكر في تنظيم قانون المدارس العامة في ولاية نيويورك في عام 1998.
في عام 1999، انضم إلى رجل الأعمال المحسن ستيف كلينسكي لتأسيس أول مدرسة مستقلة في ولاية نيويورك، والتي تسمى الآن مدرسة سيسولو-ووكر المستقلة لهارلم تكريماً لوالتر سيسولو (حليف نيلسون مانديلا) والدكتور ووكر. كانت هذه المدرسة واحدة من ثلاث مدارس مستقلة نيويورك التي افتتحت قانونيًا في بداية عام 1999، وهي الوحيدة التي نجت منذ تلك السنة حتى يومنا هذا. تدير المدرسة المجتمعات المحلية وقد تفوقت بشكل ملموس على المدارس الحكومية التقليدية في مقاطعة هارلم 5، حيث يعيش معظم طلاب المدرسة. وُصف تأسيس وتاريخ سيسولو- ووكر في كتاب "A Light Shines In Harlem" من قبل ماري باوندز، التي فازت بجائزة فيليس ويتلي لأفضل عمل غير روائي عام 2015 وكتب ووكر المقدمة لهذا الكتاب.
استمر ووكر في دعم إصلاح المدارس المستقلة من منزله في فرجينيا. حصل عام 2016 على جائزة الإنجاز مدى الحياة من التحالف الوطني للمدارس المستقلة التي لم تُمنح من قبل إلا للرئيس بيل كلينتون.
في سبتمبر 2016، أجرى ووكر مقابلة حصرية مع موقع RealClearLife حيث أكد على دعمه للمدارس المستقلة كقضية أساسية للحقوق المدنية في عصرنا، وأعرب عن اعتقاده الراسخ بأن الدكتور كينج كان سيؤيد المدارس المستقلة أيضًا.

### احترام كل فرد؛ نقد النظرية العرقية
كتب ووكر في سبتمبر 2015 مقالًا لـ Real Clear Politics مع ستيف كلينسكي، دعا كل منهما في هذا المقال إلى الاحترام الأساسي لجميع الناس، الذين يُعتبرون أفرادًا دون النظر لعرقهم، وأعربوا عن معارضتهم للنظريات مثل النظرية العرقية الحرجة التي تصنف الأشخاص بشكل أساسي كأعضاء في مجموعات عرقية.

## الحياة الشخصية والوفاة
تزوج ووكر من تيريزا آن ووكر قبل عام 1963، وأنجبا أربعة أطفال. توفي ووكر في 23 يناير 2018 في منزله في تشيستر، فرجينيا عن عمر ناهز الـ 89.